# Bess (album)
Bess è l'album di debutto eponimo della cantante finlandese Bess, pubblicato il 22 novembre 2019 su etichetta discografica Universal Music Finland.

## Tracce
1. Yöeläin – 3:18
2. Moi – 3:23
3. Syntymähumalassa – 3:10
4. En haluu rakastuu – 3:09
5. Irti – 3:11
6. Uneton – 3:35
7. En pysty lopettaa – 3:09
8. Pidä musta kii – 3:50
9. 5xO – 3:29
10. Kuuma (feat. Motions) – 3:15
11. Yhden liikaa – 2:30
12. Tempo – 3:13
13. Läpinäkyvää (feat. F) – 3:13
14. Feng Shui – 3:02

## Classifiche
| Classifica (2019) | Posizione massima |
| ----------------- | ----------------- |
| Finlandia         | 29                |